# Ołena Radczenko
Ołena Wiktoriwna Radczenko (ukr. Олена Вікторівна Радченко;  ur. 21 maja 1973) – ukraińska piłkarka ręczna, medalistka olimpijska i mistrzostw Europy.
Ukończyła studia wychowania fizycznego (1996), występowała m.in. w macedońskim klubie Kometal Skopje.
Została wicemistrzynią Europy w 2000 roku. Wystąpiła również na letnich igrzyskach w Atenach. Ukraina zdobyła brązowy medal olimpijski, zaś Radczenko strzeliła 10 bramek.
Odznaczona Orderem Księżnej Olgi III stopnia, zasłużona mistrzyni sportu Ukrainy (2004).